# Thomas Built Buses

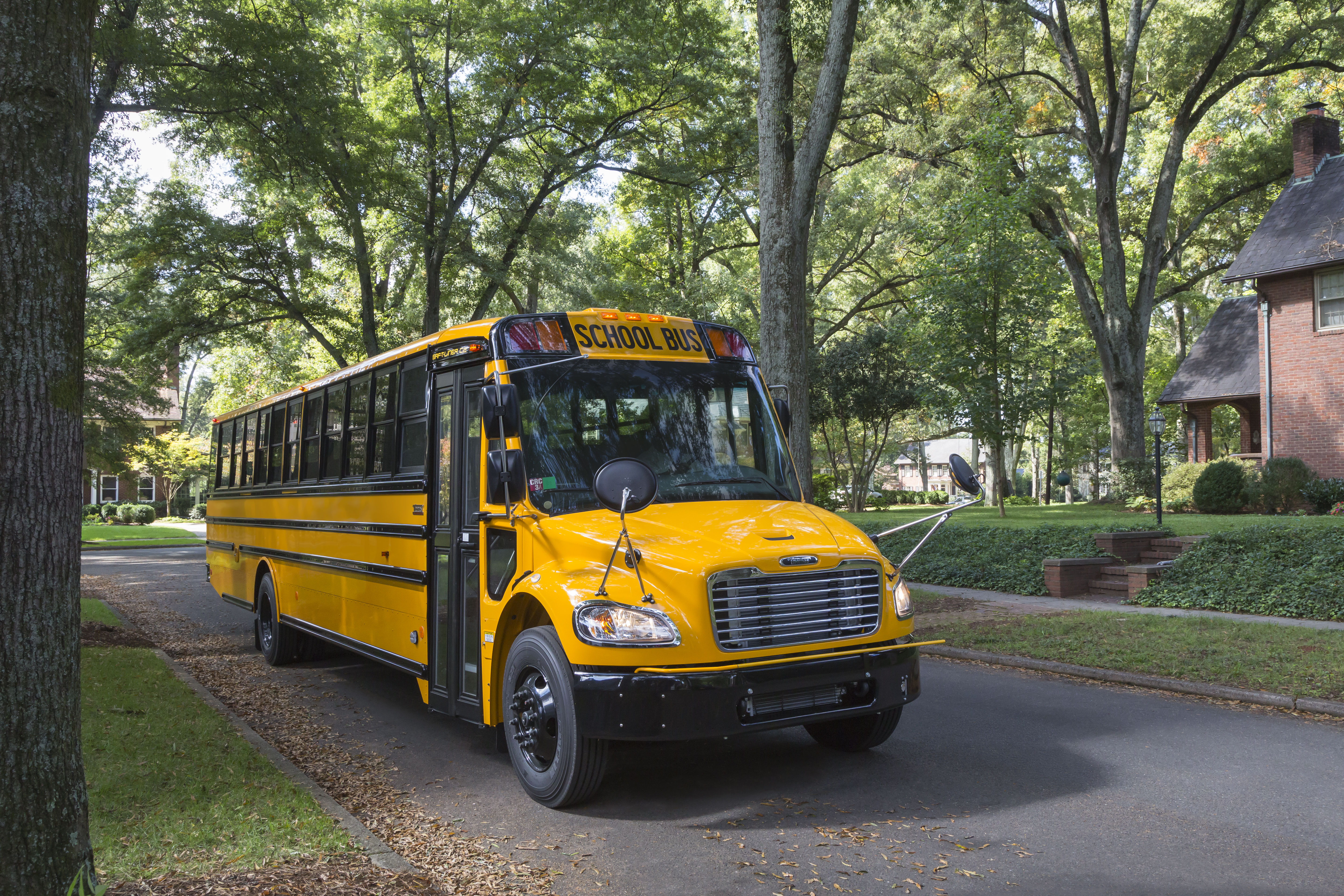
Ônibus Thomas Built

A Thomas Built Buses é uma fabricante de ônibus norte-americana pertencente a Daimler Truck.